# まほろば (水素燃料電池船)
まほろばは岩谷産業と関西電力、東京海洋大学、名村造船所が4者共同で開発した水素燃料電池船。

## 概要
日本初の水素燃料電池船として、岩谷産業と関西電力、東京海洋大学、名村造船所の4者（3社1大学）共同による「商用運航の実現を可能とする水素燃料電池船とエネルギー供給システムの開発・実証」プロジェクトの一環として誕生した。
同プロジェクトは2021年に新エネルギー・産業技術総合開発機構（NEDO）の「燃料電池等利用の飛躍的拡大に向けた共通課題解決型産学官連携研究開発事業」の1つである「燃料電池の多用途活用実現技術開発」に応募、NEDOの助成事業として採択された。
プロジェクト参画社の1つである名村造船所が受注し、日本造船技術センターの支援を受けながら、2023年6月より、広島県尾道市にある瀬戸内クラフトにて製造が開始された。
2024年年5月に進水式が執り行われ、同時に「まほろば」と命名された。その後、内装工事や海上試運転を経て、同年10月18日に大阪・中之島ゲートまで曳航された。
航行時に二酸化炭素や環境負荷物質を排出しない高い環境性能を有するだけでなく、におい、騒音、振動のない優れた快適性を実現した。
2025年1月29日に大阪市内にて報道公開された。

## 船体
軽合金製の双胴型旅客船。
デザインはカーデザイナーの山本卓身によるもので、「水素が変える 未来を変える」というプロジェクトの思いを体現するため、未来を見据え軽やかに海の上を四肢で翔る神獣をイメージしてデザインされた。
船内は、四肢に包まれた水をテーマにしたデザインされ、大阪・関西万博会場への輸送を担う船として、「海上のパビリオン」と位置付けられている。

## 動力
本船の動力源である燃料電池は、トヨタ自動車製の燃料電池車（FCV）技術を基に設計された。水素タンク容量は約130キログラム。
本船の動力源となる水素は、関西電力がその一部を福井県嶺南に所在する原子力発電所で作られた電気を使って、同県おおい町に所在する工場で製造すると発表している。製造された水素は、関西電力南港発電所に整備された船舶向けの水素ステーションで補填される。

## 航路
2025年4月より、大阪府大阪市にある中之島GATEサウスピア - ユニバーサルシティポート - 夢洲（2025年日本国際博覧会（大阪・関西万博）会場）間で就航予定。運航は大阪水上バスに委託される。